# كلوستريديوم مقلاتي الشكل
كلوستريديوم سارتاغوفورم أو كلوستريديوم مقلاتي الشكل  (نسبة إلى شكل الخلايا المتبوغة) هو نوع من البكتيريا من فصيلة كلوستريدياسيا.